# ريكاردو ريكو
ريكاردو ريكو (بالإيطالية: Riccardo Riccò)‏ مواليد 1 سبتمبر 1983 في فورمجيني، إيطاليا، هو دراج إيطالي سابق.

## سجل النتائج

### سباقات أو مراحل فاز بها
- طواف فرنسا
- طواف إيطاليا

## روابط خارجية
- ريكاردو ريكو على موقع الاتحاد الدولي للدراجات (الإنجليزية)
- ريكاردو ريكو على موقع أرشيف الدراجات (الإنجليزية)
- ريكاردو ريكو على موقع إحصائيات الدراجات الإحترافية (الإنجليزية)
- ريكاردو ريكو على موقع نسبة الدراجات (الإنجليزية)
- ريكاردو ريكو على موقع CycleBase (الإنجليزية)